# Didymodon tophaceopsis
Didymodon tophaceopsis là một loài Rêu trong họ Pottiaceae. Loài này được R.H. Zander mô tả khoa học đầu tiên năm 1993.